# ليون ساي

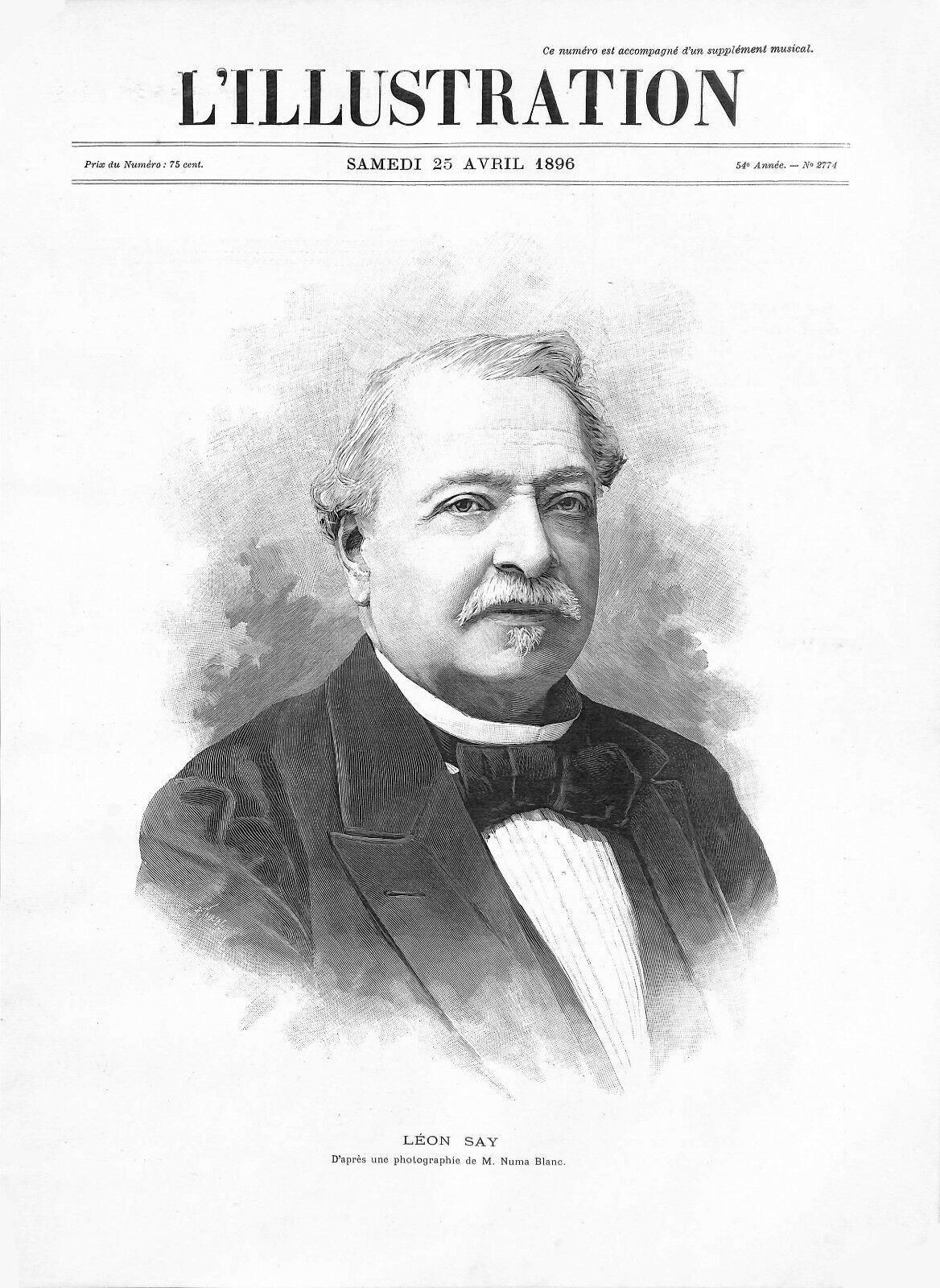
ليون ساي على غلاف L'Illustration، 25 أبريل 1896.

جون-باتيست-ليون ساي (بالفرنسية: Léon Say)‏ (6 يونيو 1826، باريس - 21 أبريل، باريس) رجل دولة و دبلوماسي فرنسي.
أحد علماء الاقتصاد ذائعي الصيت في القرن التاسع عشر، شغل منصب وزير المالية الفرنسي من 1872 إلى 1883.

## بيوغرافيا
عائلة ساي من العائلات الملحوظة. جده جان بابتست ساي كان معروفا على أنه عالم اقتصاد. أخوه لويس أوغست ساي (1774-1840) كان مدير معمل تكرير سكر في نانتس، وقد كتب كتب متعددة في الاقتصاد؛ ابنه، هوراس-إميل ساي (1794-1860)، والد ليون ساي، تعلم في جنيف، قبل السفر إلى الولايات المتحدة. بعد العودة إلى باريس، أسس نفسه في الأعمال وأصبح لاحقا رئيس غرفة باريس للتجارة عام 1848; منحته دراسته المرموقة للشروط الصناعية في باريس مقعدا في أكاديمية العلوم الأخلاقية والسياسية الفرنسية عام 1857.
وبذلك تشبع ليون ساي بالحماس للدراسة والنظريات الاقتصادية، برزت في عمر اثنين وعشرين عاما في Histoire de la caisse descompte. توجه في البداية للقانون، وأصبح مصرفيا، ثم تم تعيينه تنفيذيا في السكة الحديدية الشمالية ‏. في الوقت نفسه، كان مساهما منتظما في Journal des débats، منميا شهرته من خلال سلسلة من الهجمات العبقرية على إدارةبارون هوسمان الاقتصادية، حاكم السين.
توفي ساي في 21 أبريل 1896 في باريس. نشرت مختارات من أهم كتاباته وخطاباته في أربعة مجلدات تحت اسم Les Finances de la France sous la troisime république (1898 1901).

## أوسمة
- علامة كبيرة، وسام جوقة الشرف

## وصلات خارجية
- ليون ساي على موقع الموسوعة البريطانية (الإنجليزية)

- www.senat.fr